# Rusland op de Olympische Winterspelen 1998
Tijdens de Olympische Winterspelen van 1998, die in Nagano (Japan) werden gehouden, nam  Rusland voor de tweede keer deel.

## Medailleoverzicht
| Sport              | Olympiër                                                          | Discipline                   | Medaille |
| ------------------ | ----------------------------------------------------------------- | ---------------------------- | -------- |
| Biatlon            | Galina Koekleva                                                   | 7,5 km (v)                   | Goud     |
| Kunstrijden        | Ilja Koelik                                                       | mannen                       | Goud     |
| Kunstrijden        | Oksana Kazakova Artoer Dmitrijev                                  | paarrijden                   | Goud     |
| Kunstrijden        | Oksana Grisjtsjoek Jevgeni Platov                                 | ijsdansen                    | Goud     |
| Langlaufen         | Larisa Lazoetina                                                  | 5 km klassiek (v)            | Goud     |
| Langlaufen         | Larisa Lazoetina                                                  | achtervolging 5 km+10 km (v) | Goud     |
| Langlaufen         | Olga Danilova                                                     | 15 km klassiek (v)           | Goud     |
| Langlaufen         | Joelija Tsjepalova                                                | 30 km vrije stijl (v)        | Goud     |
| Langlaufen         | Nina Gavriljoek Olga Danilova Jelena Välbe Larisa Lazoetina       | 4x5 km estafette (v)         | Goud     |
| Biatlon            | Olga Melnik Galina Koekleva Albina Achatova Olga Romasko          | 4x7,5 km estafette (v)       | Zilver   |
| Kunstrijden        | Jelena Berezjnaja Anton Sicharoelidze                             | paarrijden                   | Zilver   |
| Kunstrijden        | Anzjelika Krylova Oleg Ovsjannikov                                | ijsdansen                    | Zilver   |
| Langlaufen         | Larisa Lazoetina                                                  | 15 km klassiek (v)           | Zilver   |
| Langlaufen         | Olga Danilova                                                     | achtervolging 5 km+10 km (v) | Zilver   |
| IJshockey          | Olympisch team                                                    | mannen                       | Zilver   |
| Biatlon            | Pavel Moeslimov Vladimir Dratsjev Sergej Tarasov Viktor Majgoerov | 4x7,5 km estafette (v)       | Brons    |
| Langlaufen         | Larisa Lazoetina                                                  | 30 km vrije stijl (v)        | Brons    |
| Noordse combinatie | Valeri Stoljarov                                                  | individueel (m)              | Brons    |

## Deelnemers en resultaten
(m) = mannen, (v) = vrouwen 

### Alpineskiën
| Olympiër              | Discipline       | Resultaat | Prestatie        |
| --------------------- | ---------------- | --------- | ---------------- |
| Vasili Bezsmelnitsyn  | afdaling (m)     | 24e       | 1.54,27 (+4,16)  |
| Vasili Bezsmelnitsyn  | super g (m)      | 29e       | 1.39,39 (+4,57)  |
| Vasili Bezsmelnitsyn  | reuzenslalom (m) | dnf-1     | opgave run 1     |
| Andrej Filitsjkin     | afdaling (m)     | 18e       | 1.52,65 (+2,54)  |
| Andrej Filitsjkin     | super g (m)      | 21e       | 1.37,29 (+2,47)  |
| Andrej Filitsjkin     | reuzenslalom (m) | dnf-1     | opgave run 1     |
|                       |                  |           |                  |
| Olesja Alijeva        | super g (v)      | 37e       | 1.22,00 (+3,98)  |
| Svetlana Gladysjeva   | afdaling (v)     | 5e        | 1.29,50 (+59,61) |
| Svetlana Gladysjeva   | super g (v)      | 13e       | 1.18,82 (+0,80)  |
| Anna Larionova        | afdaling (v)     | 32e       | 1.34,36 (+4,47)  |
| Anna Larionova        | super g (v)      | 33e       | 1.20,61 (+2,59)  |
| Jekaterina Nesterenko | afdaling (v)     | 29e       | 1.32,54 (+2,65)  |
| Varvara Zelenskaja    | afdaling (v)     | 13e       | 1.30,38 (+0,49)  |
| Varvara Zelenskaja    | super g (v)      | 12e       | 1.18,72 (+0,70)  |

### Biatlon
| Olympiër                                                               | Discipline             | Resultaat | Prestatie |
| ---------------------------------------------------------------------- | ---------------------- | --------- | --- |
| Vladimir Dratsjev                                                      | 10 km (m)              | 12e       | 28.46,4 (+1.30,2) pen.: 1 (1 + 0) |
| Vladimir Dratsjev                                                      | 20 km (m)              | 35e       | 1:01.13,9 (+5.57,5) pen.: 6 (1 + 2 + 1 + 2) |
| Aleksej Kobelev                                                        | 10 km (m)              | 56e       | 31.02,8 (+3.46,6) pen.: 4 (0 + 4) |
| Viktor Majgoerov                                                       | 10 km (m)              | 4e        | 28.36,0 (+1.19,8) pen.: 0 (0 + 0) |
| Pavel Moeslimov                                                        | 20 km (m)              | 17e       | 59.26,5 (+3.10,1) pen.: 3 (0 + 1 + 1 + 1) |
| Sergej Tarasov                                                         | 10 km (m)              | 22e       | 29.23,2 (+2.07,0) pen.: 3 (2 + 1) |
| Sergej Tarasov                                                         | 20 km (m)              | 15e       | 59.24,3 (+3.07,9) pen.: 4 (1 + 0 + 2 + 1) |
| Pavel Vavilov                                                          | 20 km (m)              | 53e       | 1:03.59,4 (+7.43,0) pen.: 7 (1 + 2 + 3 + 1) |
| Team Pavel Moeslimov Vladimir Dratsjev Sergej Tarasov Viktor Majgoerov | 4x7,5 km estafette (m) | Brons     | 1:22.19,3 (+43,1) pen.: 0-7 20.35,9 pen.: 0-1 (0-0 + 0-1) 19.56,6 pen.: 0-2 (0-0 + 0-2) 21.01,4 pen.: 0-3 (0-3 + 0-0) 20.45,4 pen.: 0-1 (0-0 + 0-1) |
|                                                                        |                        |           | |
| Albina Achatova                                                        | 7,5 km (v)             | 13e       | 24.06,4 (+58,4) pen.: 2 (1 + 1) |
| Albina Achatova                                                        | 15 km (v)              | 7e        | 56.21,7 (+1.29,7) pen.: 1 (0 + 0 + 0 + 1) |
| Galina Koekleva                                                        | 7,5 km (v)             | Goud      | 23.08,0 pen.: 1 (1 + 0) |
| Galina Koekleva                                                        | 15 km (v)              | 31e       | 1:00.29,2 (+6.37,2) pen.: 6 (1 + 2 + 3 + 0) |
| Olga Melnik                                                            | 15 km (v)              | 13e       | 57.10,8 (+2.18,8) pen.: 2 (0 + 0 + 2 + 0) |
| Olga Romasko                                                           | 7,5 km (v)             | 27e       | 25.03,6 (+1.55,6) pen.: 3 (2 + 1) |
| Olga Romasko                                                           | 15 km (v)              | 33e       | 1:00.58,8 (+6.06,8) pen.: 3 (3 + 0 + 0 + 0) |
| Anna Volkova                                                           | 7,5 km (v)             | 44e       | 25.42,7 (+2.34,7) pen.: 4 (0 + 4) |
| Team Olga Melnik Galina Koekleva Albina Achatova Olga Romasko          | 4x7,5 km estafette (v) | Zilver    | 1:40.25,2 (+11,6) pen.: 0-9 25.32,1 pen.: 0-3 (0-1 + 0-2) 24.27,4 pen.: 0-3 (0-3 + 0-0) 24.59,8 pen.: 0-2 (0-2 + 0-0) 25.25,9 pen.: 0-1 (0-1 + 0-0) |

### Bobsleeën
| Olympiër                                                                     | Discipline               | Resultaat | Prestatie                                       |
| ---------------------------------------------------------------------------- | ------------------------ | --------- | ----------------------------------------------- |
| Pavel Sjtsjeglovski Konstantin Dëmin                                         | 2-mansbob (m) Rusland I  | 16e       | 3.40,31 (+3,07) (55,41 / 55,09 / 54,84 / 54,97) |
| Jevgeni Popov Oleg Petrov                                                    | 2-mansbob (m) Rusland II | 21e       | 3.41,46 (+4,22) (55,53 / 55,37 / 55,25 / 55,31) |
| Pavel Sjtsjeglovski Aleksej Selivjorstov Vladislav Posedkin Konstantin Dëmin | 4-mansbob (m) Rusland I  | 19e       | 2.42,38 (+2,97) (53,72 / 53,95 / 54,71)         |

### Freestyleskiën
| Olympiër              | Discipline  | Resultaat | Prestatie                           |
| --------------------- | ----------- | --------- | ----------------------------------- |
| Jevgeni Sennikov      | moguls (m)  | 24e       | dnq (kwalificatie: 22,76 p.)        |
| Andrej Ivanov         | moguls (m)  | 27e       | dnq (kwalificatie: 18,73 p.)        |
| Vitali Gloesjtsjenko  | moguls (m)  | dnf       | dnq (kwalificatie: opgave p.)       |
| Aleksandr Michajlov   | aerials (m) | 6e        | 229,98 p. (kwalificatie: 246,21 p.) |
| Ljoedmila Dymtsjenko  | moguls (v)  | 15e       | 21,02 p. (kwalificatie: 22,53 p.)   |
| Jelena Korolëva       | moguls (v)  | 17e       | dnq (kwalificatie: 20,97 p.)        |
| Jelena Vorona         | moguls (v)  | 18e       | dnq (kwalificatie: 20,54 p.)        |
| Nadezjda Radovitskaja | moguls (v)  | 25e       | dnq (kwalificatie: 13,41 p.)        |
| Natalja Orechova      | aerials (v) | 22e       | dnq (kwalificatie: 118,61 p.)       |

### Kunstrijden
| Olympiër                              | Discipline | Resultaat | Prestatie                                            |
| ------------------------------------- | ---------- | --------- | ---------------------------------------------------- |
| Ilja Koelik                           | mannen     | Goud      | 1,5 p. (korte kür: 1 - lange kür: 1)                 |
| Aleksej Jagoedin                      | mannen     | 5e        | 7,0 p. (korte kür: 4 - lange kür: 5)                 |
| Maria Boetyrskaja                     | vrouwen    | 4e        | 5,5 p. (korte kür: 3 - lange kür: 4)                 |
| Irina Sloetskaja                      | vrouwen    | 5e        | 7,5 p. (korte kür: 5 - lange kür: 5)                 |
| Jelena Sokolova                       | vrouwen    | 7e        | 12,0 p. (korte kür: 10 - lange kür: 7)               |
| Oksana Kazakova Artoer Dmitrijev      | paarrijden | Goud      | 1,5 p. (korte kür: 1 - lange kür: 1)                 |
| Jelena Berezjnaja Anton Sicharoelidze | paarrijden | Zilver    | 3,5 p. (korte kür: 3 - lange kür: 2)                 |
| Marina Jelstova Andrej Boesjkov       | paarrijden | 7e        | 9,5 p. (korte kür: 5 - lange kür: 7)                 |
| Oksana Grisjtsjoek Jevgeni Platov     | ijsdansen  | Goud      | 2,0 p. (verpl.1: 1 - verpl.2: 1 - org.: 1 - vrij: 1) |
| Anzjelika Krylova Oleg Ovsjannikov    | ijsdansen  | Zilver    | 4,0 p. (verpl.1: 2 - verpl.2: 2 - org.: 2 - vrij: 2) |
| Irina Lobatsjeva Ilja Averboech       | ijsdansen  | 5e        | 9,8 p. (verpl.1: 4 - verpl.2: 5 - org.: 5 - vrij: 5) |

### Langlaufen
| Olympiër                                                                  | Discipline                    | Resultaat | Prestatie                                           |
| ------------------------------------------------------------------------- | ----------------------------- | --------- | --------------------------------------------------- |
| Aleksandr Kravtsjenko                                                     | 30 km klassiek (m)            | 31e       | 1:41.22,3 (+7.26,5)                                 |
| Sergej Krjanin                                                            | 10 km klassiek (m)            | 42e       | 30.03,2 (+2.38,7)                                   |
| Sergej Krjanin                                                            | achtervolging 10 km+15 km (m) | 25e       | +3.31,7 (10 km:30.03 + 15 km:40.30,4)               |
| Vladimir Legotin                                                          | 10 km klassiek (m)            | 62e       | 31.10,3 (+3.45,8)                                   |
| Vladimir Legotin                                                          | 30 km klassiek (m)            | 9e        | 1:38.23,7 (+4.27,9)                                 |
| Vladimir Legotin                                                          | achtervolging 10 km+15 km (m) | 39e       | +5.17,8 (10 km:31.10 + 15 km:41.09,5)               |
| Grigori Menchenin                                                         | 50 km vrije stijl (m)         | dnf       | opgave                                              |
| Andrej Noetrichin                                                         | 50 km vrije stijl (m)         | 15e       | 2:12.21,9 (+7.13,7)                                 |
| Maksim Pitsjoegin                                                         | 30 km klassiek (m)            | 39e       | 1:42.41,7 (+8.45,9)                                 |
| Maksim Pitsjoegin                                                         | 50 km vrije stijl (m)         | 37e       | 2:18.19,1 (+13.10,9)                                |
| Aleksej Prokoerorov                                                       | 10 km klassiek (m)            | 31e       | 29.27,3 (+2.02,8)                                   |
| Aleksej Prokoerorov                                                       | 50 km vrije stijl (m)         | 4e        | 2:06.41,5 (+1.33,3)                                 |
| Aleksej Prokoerorov                                                       | achtervolging 10 km+15 km (m) | 18e       | +2.46,4 (10 km:29.27 + 15 km:40.21,1)               |
| Sergej Tsjepikov                                                          | 10 km klassiek (m)            | 22e       | 28.55,9 (+1.31,4)                                   |
| Sergej Tsjepikov                                                          | 30 km klassiek (m)            | 32e       | 1:41.59,9 (+8.04,1)                                 |
| Sergej Tsjepikov                                                          | achtervolging 10 km+15 km (m) | 9e        | +1.22,6 (10 km:28.55 + 15 km:39.29,3)               |
| Team Vladimir Legotin Aleksej Prokoerorov Sergej Krjanin Sergej Tsjepikov | 4x10 km estafette (m)         | 5e        | 1:42.39,5 (+1.43,8) 26.19,0 25.21,2 26.02,4 24.56,9 |
|                                                                           |                               |           |                                                     |
| Joelija Tsjepalova                                                        | 5 km klassiek (v)             | 13e       | 18.20,0 (+42,1)                                     |
| Joelija Tsjepalova                                                        | 30 km vrije stijl (v)         | Goud      | 1:22.01,5                                           |
| Joelija Tsjepalova                                                        | achtervolging 5 km+10 km (v)  | 6e        | +21,5 (5 km:18.20 + 10 km:28.08,4)                  |
| Olga Danilova                                                             | 5 km klassiek (v)             | 5e        | 17.51,3 (+13,4)                                     |
| Olga Danilova                                                             | 15 km klassiek (v)            | Goud      | 46.55,4                                             |
| Olga Danilova                                                             | 30 km vrije stijl (v)         | 13e       | 1:28.08,1 (+6.06,6)                                 |
| Olga Danilova                                                             | achtervolging 5 km+10 km (v)  | Zilver    | +6,5 (5 km:17.51 + 10 km:28.22,4)                   |
| Nina Gavriljoek                                                           | 5 km klassiek (v)             | 4e        | 17.50,3 (+12,4)                                     |
| Nina Gavriljoek                                                           | achtervolging 5 km+10 km (v)  | 7e        | +42,4 (5 km:17.50 + 10 km:28.59,3)                  |
| Larisa Lazoetina                                                          | 5 km klassiek (v)             | Goud      | 17.37,9                                             |
| Larisa Lazoetina                                                          | 15 km klassiek (v)            | Zilver    | 47.01,0 (+5,6)                                      |
| Larisa Lazoetina                                                          | 30 km vrije stijl (v)         | Brons     | 1:23.15,7 (+1.14,2)                                 |
| Larisa Lazoetina                                                          | achtervolging 5 km+10 km (v)  | Goud      | 46.06,9 (5 km:17.37 + 10 km:28.29,9)                |
| Svetlana Nagejkina                                                        | 15 km klassiek (v)            | 16e       | 49.22,5 (+2.27,1)                                   |
| Jelena Välbe                                                              | 15 km klassiek (v)            | 17e       | 49.25,9 (+2.30,5)                                   |
| Jelena Välbe                                                              | 30 km vrije stijl (v)         | 5e        | 1:24.52,8 (+2.51,3)                                 |
| Team Nina Gavriljoek Olga Danilova Jelena Välbe Larisa Lazoetina          | 4x5 km estafette (v)          | Goud      | 55.13,5 14.13,8 13.53,2 13.39,8 13.26,7             |

### Noordse combinatie
| Olympiër                                                               | Discipline      | Resultaat | Prestatie |
| ---------------------------------------------------------------------- | --------------- | --------- | --- |
| Valeri Stoljarov                                                       | individueel (m) | Brons     | +28,2 — schans: 235,0 p — 15 km: 41.13,3 |
| Dmitri Sinitsyn                                                        | individueel (m) | 10e       | +2.26,9 — schans: 213,5 p — 15 km: 41.03,0 |
| Aleksej Fadejev                                                        | individueel (m) | 37e       | +6.58,6 — schans: 195,5 p — 15 km: 43.46,7 |
| Denis Tisjagin                                                         | individueel (m) | dnf       | opgave — schans: 198,5 p — 15 km: — |
| Team Vladimir Lysenin Valeri Stoljarov Aleksej Fadejev Dmitri Sinitsyn | team (m)        | 9e        | +4.22,7 — schans: 826,0 p — 20 km: 56.21,2 schans: 165,0 p — 5 km: 13.58,6 schans: 231,0 p — 5 km: 14.19,9 schans: 205,5 p — 5 km: 14.33,4 schans: 224,5 p — 5 km: 13.29,3 |

### Rodelen
| Olympiër                           | Discipline | Resultaat | Prestatie                                             |
| ---------------------------------- | ---------- | --------- | ----------------------------------------------------- |
| Aleksandr Zoebkov                  | mannen     | 20e       | 3.22,701 (+4,265) (50,488 / 50,944 / 50,650 / 50,619) |
| Albert Demtsjenko                  | mannen     | dnf       | opgave run 3 (50,224 / 50,011 / opgave )              |
| Margarita Klimenko                 | vrouwen    | 17e       | 3.27,751 (+3,972) (52,391 / 52,123 / 51,789 / 51,448) |
| Irina Goebkina                     | vrouwen    | 18e       | 3.28,115 (+4,336) (52,295 / 52,199 / 52,107 / 51,514) |
| Danil Tsjaban Viktor Knejb         | dubbel     | 9e        | 1.42,393 (+1,288) (51,370 / 51,023)                   |
| Albert Demtsjenko Semjon Kolobajev | dubbel     | 10e       | 1.42,556 (+1,451) (51,515 / 51,041)                   |

### Schaatsen
| Olympiër             | Discipline   | Resultaat | Prestatie                   |
| -------------------- | ------------ | --------- | --------------------------- |
| Andrej Anoefrijenko  | 1000 m (m)   | 23e       | 1.12,61 (+1,97)             |
| Andrej Anoefrijenko  | 1500 m (m)   | 10e       | 1.50,99 (+3,12)             |
| Aleksandr Goloebev   | 500 m (m)    | 20e       | 1.13,21 (+1,86) 36,67+36,54 |
| Aleksandr Kibalko    | 500 m (m)    | 33e       | 1.14,18 (+2,83) 37,32+36,86 |
| Aleksandr Kibalko    | 1000 m (m)   | 28e       | 1.12,94 (+2,30)             |
| Aleksandr Kibalko    | 1500 m (m)   | 22e       | 1.52,27 (+4,40)             |
| Sergej Klevtsjenja   | 500 m (m)    | 14e       | 1.12,86 (+1,51) 36,56+36,30 |
| Sergej Klevtsjenja   | 1000 m (m)   | 33e       | 1.13,51 (+2,87)             |
| Joeri Kochanets      | 5000 m (m)   | 22e       | 6.47,21 (+25,01)            |
| Andrej Krivosjejev   | 5000 m (m)   | 20e       | 6.46,57 (+24,37)            |
| Vadim Sajoetin       | 1500 m (m)   | 11e       | 1.51,31 (+3,44)             |
| Vadim Sajoetin       | 5000 m (m)   | 15e       | 6.39,92 (+17,72)            |
| Vadim Sajoetin       | 10.000 m (m) | 13e       | 13.54,57 (+39,24)           |
| Sergej Saveljev      | 500 m (m)    | dq        | diskwalificatie             |
| Dmitri Sjepel        | 1000 m (m)   | 32e       | 1.13,31 (+2,67)             |
| Dmitri Sjepel        | 1500 m (m)   | 14e       | 1.51,64 (+3,77)             |
|                      |              |           |                             |
| Varvara Barysjeva    | 1500 m (v)   | 20e       | 2.03,34 (+5,76)             |
| Svetlana Bazjanova   | 1500 m (v)   | 9e        | 2.01,54 (+3,96)             |
| Svetlana Bazjanova   | 3000 m (v)   | 10e       | 4.16,45 (+9,16)             |
| Svetlana Zjoerova    | 500 m (v)    | 9e        | 1.18,49 (+1,89) 39,11+39,38 |
| Svetlana Zjoerova    | 1000 m (v)   | 12e       | 1.19,04 (+2,53)             |
| Tatjana Dansjina     | 500 m (v)    | 28e       | 1.21,12 (+4,52) 40,53+40,59 |
| Tatjana Dansjina     | 1000 m (v)   | 19e       | 1.19,95 (+3,44)             |
| Natalja Polozkova    | 1000 m (v)   | 17e       | 1.19,78 (+3,27)             |
| Natalja Polozkova    | 1500 m (v)   | 10e       | 2.01,56 (+3,98)             |
| Oksana Ravilova      | 500 m (v)    | 21e       | 1.20,03 (+3,43) 39,99+40,04 |
| Anna Saveljeva       | 1000 m (v)   | 27e       | 1.21,83 (+5,32)             |
| Tatjana Trapeznikova | 1500 m (v)   | 19e       | 2.03,25 (+5,67)             |
| Tatjana Trapeznikova | 3000 m (v)   | 13e       | 4.17,76 (+10,47)            |
| Svetlana Vysokova    | 3000 m (v)   | 12e       | 4.17,70 (+10,41)            |
| Svetlana Vysokova    | 5000 m (v)   | 12e       | 7.22,18 (+22,57)            |

### Schansspringen
| Olympiër                                                                   | Discipline                     | Resultaat | Prestatie |
| -------------------------------------------------------------------------- | ------------------------------ | --------- | --- |
| Artoer Chamidoelin                                                         | normale schans individueel (m) | 25e       | 186,5 punten 90,5 p. (78,5 m) + 96,0 p. (80,5 m) |
| Artoer Chamidoelin                                                         | grote schans individueel (m)   | 23e       | 217,2 punten 109,6 p. (117,0 m) + 107,6 p. (117,0 m) |
| Valeri Kobelev                                                             | normale schans individueel (m) | 54e       | 68,0 punten 68,0 p. (68,0 m) + niet geplaatst voor tweede ronde                                                                                                   |
| Valeri Kobelev                                                             | grote schans individueel (m)   | 35e       | 92,9 punten 92,9 p. (108,0 m) + niet geplaatst voor tweede ronde                                                                                                  |
| Nikolaj Petroesjin                                                         | normale schans individueel (m) | 42e       | 79,5 punten 79,5 p. (73,5 m) + niet geplaatst voor tweede ronde                                                                                                   |
| Nikolaj Petroesjin                                                         | grote schans individueel (m)   | 54e       | 66,1 punten 66,1 p. (94,5 m) + niet geplaatst voor tweede ronde                                                                                                   |
| Aleksandr Volkov                                                           | normale schans individueel (m) | 27e       | 184,0 punten 90,5 p. (78,0 m) + 93,5 p. (79,5 m) |
| Aleksandr Volkov                                                           | grote schans individueel (m)   | 27e       | 179,5 punten 98,3 p. (111,0 m) + 81,2 p. (101,5 m) |
| Team Nikolaj Petroesjin Artoer Chamidoelin Aleksandr Volkov Valeri Kobelev | grote schans team (m)          | 9e        | 639,7 punten 56,0 p. (90,0 m) + 97,0 p. (110,0 m) 63,8 p. (96,0 m) + 88,3 p. (106,0 m) 74,4 p. (98,0 m) + 77,5 p. (102,5 m) 70,7 p. (96,5 m) + 112,0 p. (117,5 m) |

### Shorttrack
| Olympiër         | Discipline | Resultaat | Prestatie                                 |
| ---------------- | ---------- | --------- | ----------------------------------------- |
| Marina Pylajeva  | 500 m (v)  | 12e       | dnq, kf 4 (3e): 46,220, vr 8 (2e): 46,359 |
| Marina Pylajeva  | 1000 m (v) | 26e       | dnq, vr 4 (4e): 1.39,340                  |
| Jelena Tichonova | 500 m (v)  | 11e       | dnq, kf 1 (3e): 46,206, vr 5 (2e): 46,980 |
| Jelena Tichonova | 1000 m (v) | 25e       | dnq, vr 6 (4e): 1.39,242                  |

### IJshockey
| Olympiër | Discipline | Resultaat | Prestatie |
| --- | ---------- | --------- | --- |
| Pavel Boere Valeri Boere Michail Sjtalenkov Aleksej Goesarov Aleksej Jasjin Dmitri Joesjkevitsj Aleksej Zjamnov Aleksej Zjitnik Valeri Kamenski Darius Kasparaitis Andrej Kovalenko Igor Kravtsjoek Sergej Krivokrasov Boris Mironov Dmitri Mironov Aleksej Morozov Sergej Nemtsjinov German Titov Andrej Trefilov Valeri Zelepoekin Sergej Gontsjar Sergej Fjodorov | mannen     | Zilver    | Hoofdronde groep C: 9- 2 Rusland - Kazachstan 4- 3 Rusland - Finland 2- 1 Rusland - Tsjechië Kwartfinale: 4- 1 Rusland - Wit-Rusland Halve finale: 7- 4 Rusland - Finland Finale: 0- 1 Rusland - Tsjechië |

Amerikaanse Maagdeneilanden · Andorra · Argentinië · Armenië · Australië · Azerbeidzjan · België · Bermuda · Bosnië en Herzegovina · Brazilië · Bulgarije · Canada · Chili · China · Chinees Taipei · Cyprus · Denemarken · Duitsland · Estland · Finland · Frankrijk · Georgië · Griekenland · Groot-Brittannië · Hongarije · Ierland · IJsland · India · Iran · Israël · Italië · Jamaica · Japan · Joegoslavië · Kazachstan · Kenia · Kirgizië · Kroatië · Letland · Liechtenstein · Litouwen · Luxemburg · Macedonië · Moldavië · Monaco · Mongolië · Nederland · Nieuw-Zeeland · Noord-Korea · Noorwegen · Oekraïne · Oezbekistan · Oostenrijk · Polen · Portugal · Puerto Rico · Roemenië · Rusland · Slovenië · Slowakije · Spanje · Trinidad en Tobago · Tsjechië · Turkije · Uruguay · Venezuela · Verenigde Staten · Wit-Rusland · Zuid-Afrika · Zuid-Korea · Zweden · Zwitserland